# Business Guy
Business Guy («Парень-бизнесмен») — девятая серия восьмого сезона мультсериала «Гриффины». Премьерный показ состоялся 13 декабря 2009 года на канале FOX.

## Сюжет
Питер, удивлённый, что его тесть ранее такого не знал, устраивает для Картера Пьютершмидта холостяцкую вечеринку с посещением стриптиз-клуба, после которой тот впадает в кому. Вследствие этого Лоис передаются все права на завод отца (Картера), но Питер забирает все бизнес-дела себе.
Первым делом он увольняет в полном составе Совет директоров процветающей компании и нанимает на их место Брайана, Куагмира и Морта Голдмана.
Вскоре Картер выходит из комы, но не в силах изгнать Питера из директорского кресла, а тот, издеваясь, нанимает бывшего хозяина в корпорацию уборщиком. С большим трудом, объединившись с дочерью, они заставляют Питера подписать нужное соглашение, используя запугивание и обман. Впрочем, по контракту, Питеру остаётся личный самолёт.

## Создание
Авторы сценария: Эндрю Голдберг и Алекс Картер
Режиссёр: Пит Майклс
Композитор: Рон Джонс
Приглашённые знаменитости: Хью Лори (камео; в роли Грегори Хауса из сериала «Доктор Хаус»), Джонни Галэки (камео; в роли Леонарда Хофстэдера из сериала «Теория Большого взрыва»), Джим Парсонс (камео; в роли Шелдона Купера из сериала «Теория Большого взрыва»), Бобби Ли (в роли азиатского работника) и Нана Визитор.